# أودوم (جورجيا)
أودوم (بالإنجليزية: Odum, Georgia)‏ هي بلدة تقع في مقاطعة وين، جورجيا بولاية جورجيا في الولايات المتحدة. تبلغ مساحتها 5 (كم²)، وترتفع عن سطح البحر 47 م، بلغ عدد سكانها 414 نسمة في عام 2000 حسب إحصاء مكتب تعداد الولايات المتحدة وتصل الكثافة السكانية فيها 82.8 نسمة/كم2.

## وصلات خارجية
- The US50 - Cities and Towns in Georgia State
- Georgia Cities and Towns, Facts, Map, Flag, Colleges, Government, and More